# Aeroportul Zhigansk
Aeroportul Zhigansk (IATA: ZIX, ICAO: UEVV) este un aeroport din Iacutia, Rusia ce deservește zona Jigansk⁠(d). Aeroportul a fost tranzitat în 2017 de 10.908 pasageri. A fost numit după zona deservită.
Situat la o altitudine de 89 m, aeroportul dispune de o singură pistă.